# 塔庫魯
23°37′58″S 55°0′57″W / 23.63278°S 55.01583°W
塔庫魯（葡萄牙語：Tacuru），是巴西的城鎮，位於該國西部，由南馬托格羅索州負責管轄，始建於1980年5月13日，面積1,785平方公里，海拔高度372米，2013年人口10,777，人口密度每平方公里5.79人。